# Сэндовал, Брайан
Брайан Эдвард Сэндовал (англ. Brian Edward Sandoval; род. 5 августа 1963, Реддинг, Калифорния) — американский политик, представляющий Республиканскую партию. 29-й губернатор штата Невада (2011—2019).

## Биография

### Ранние годы, образование, карьера
Брайан Сэндовал родился в Реддинге, штат Калифорния, и длительное время проживает в Рино. Его семья имеет мексиканские корни. Сандовал окончил среднюю школу Bishop Manogue в Рино в 1981 году и поступил в Университет Невады в Рино, где он был членом братства Sigma Alpha Epsilon. В 1986 году он получил степень бакалавра по английскому языку и экономике. После этого он получил диплом юриста в юридическом колледже Мориц Университета штата Огайо в 1989 году.
После завершения образования Сэндовал работал в нескольких юридических фирмах в Рино, а в 1999 году открыл собственную юридическую фирму.

### Политическая карьера
В 1994 году Сэндовал был избран в Ассамблею штата Невада на место ушедшего в отставку Джима Гиббонса, который решил баллотироваться на пост губернатора штата. В 1996 году Сэндовала переизбрали, в 1998 он вышел в отставку, а его место заняла жена Гиббонса — Доун. Сэндовал стал автором 14 законопроектов, в том числе закона, запрещающего управление лодкой в состоянии алкогольного опьянения, и закона, позволяющего привлекать неимущих обвиняемых к общественным работам, чтобы покрыть их судебные издержки. Сэндовал был членом судебного, налогового комитетов и комитета по природным ресурсам.
В 1998 году Сэндовал был назначен членом игорной комиссии штата Невада, которая контролирует игорную индустрию штата. В следующем году, в возрасте 35 лет, Сэндовал стал самым молодым в истории председателем этой комиссии.
11 октября 2001 года Сэндовал объявил, что намерен баллотироваться на должность генерального прокурора штата. Его основным соперником стал адвокат из Лас-Вегаса Джон Хант, представляющий Демократическую партию. На выборах, состоявшихся 5 ноября 2002 года, Сэндовал победил, набрав 58,32 % голосов против 33,63 % у соперника, и вступил в должность 6 января 2003 года.
Осенью 2004 года сенатор-демократ Гарри Рид рекомендовал президенту США Джорджу Бушу назначить Сэндовала судьёй окружного суда США по округу Невада. Сэндовал был официально назначен президентом Джорджем Бушем 1 марта 2005 года, на место, освобождённое судьёй Говардом Маккиббеном. 24 октября 2005 года Сэндовал был единогласно утверждён голосованием в Сенате США. 15 августа 2009 года Сэндовал объявил о своей отставке с должности судьи, чтобы баллотироваться на пост губернатора штата. 15 сентября 2009 года его отставка была принята.
На выборах губернатора Сэндовал победил демократа Рори Рида, сына лидера большинства в Сенате США Гарри Рида, набрав 53 % голосов против 41 % у соперника. Сэндовал победил своего соперника с большим преимуществом во всех округах, за исключением округа Кларк (49 % — 47 %).

### Личная жизнь
У Сэндовала женат на Кэтти Сэндовал, руководителе программы Children’s Cabinet в Рино, у них трое детей.